# 龙门镇 (株洲市)
龙门镇，原名太湖乡，是中华人民共和国湖南省株洲市渌口区下辖的一个乡镇级行政单位。

## 行政区划
太湖乡下辖以下地区：
九狮村、桐梓村、黄花村、长形村、果田村、永丰村、永福村、水库村、太湖村、凤形村、龙门村、洪塘村、清塘村、满塘村、邓家村、李家村、茨塘村、泉龙村、周家村、太安村、黄泥村和花冲村。